# European Darts Tour 2020
Die European Darts Tour 2020 war die neunte Austragung der Dartsturnierserie in der PDC. Sie war ein Teil der PDC Pro Tour 2020 und sollte ursprünglich wie im Vorjahr aus dreizehn über das Jahr verteilten Turnieren in verschiedenen europäischen Städten bestehen. Mit dem Belgian Darts Championship fand erstmals ein Turnier in Belgien statt.
Nachdem die COVID-19-Pandemie den Dartsport weitestgehend lahmgelegt hat, wurden insgesamt 9 der Events abgesagt.
Die dortigen Ergebnisse hatten Einfluss auf die PDC Pro Tour Order of Merit, die für die Qualifikation mehrerer Major-Turniere mitverantwortlich ist, sowie auf die European Tour Order of Merit, welche die Grundlage für die European Darts Championship 2020 ist.

## Qualifikationsmodus
Der Qualifikationsmodus hatte sich im Gegensatz zum Vorjahr gewandelt. Wie im Vorjahr qualifizierten sich zunächst die Top 16 Spieler der PDC Pro Tour Order of Merit, welche in der zweiten Runde gesetzt waren. Des Weiteren qualifizierten sich automatisch die beiden höchstplatzierten Spieler aus dem Land, in dem das Turnier stattfand. Diese 18 Spieler müssen ihr erstes Spiel gewinnen, um ein Preisgeld zu erhalten.
Die PDC Tour Card Qualifier der Spieler aus Großbritannien und Irland und der Spieler aus dem Rest von Europa wurden zusammengelegt. Damit qualifizierten sich über ein Tour Card Qualifier insgesamt 24 Spieler. Der Nordic & Baltic Qualifier und der East Europe Qualifier blieben bestehen. Die Zahl der Qualifikationsplätze im Host Nation Qualifier wurde auf 2 begrenzt. Die letzten zwei Startplätze wurden in einem Associate Member Qualifier an Spieler vergeben, die bei der Q-School keine Tour Card erspielen konnten.

## Spielorte
| Hasselt |

| Sindelfingen |

| Leverkusen |

| München |

| Premstätten |

| Budapest |

| Riesa |

| Trier |

| Hildesheim |

| Jena |

| Leeuwarden |

| Prag |

| \| Gibraltar \| |
| Gibraltar       |

| Gibraltar |

## European Tour Events
Dies waren die European Darts Tour Events im Jahr 2020:
| Nr. | Datum               | Event                      | Austragungsort                  | Sieger                               | Ergebnis                             | Finalist                             |
| --- | ------------------- | -------------------------- | ------------------------------- | ------------------------------------ | ------------------------------------ | ------------------------------------ |
| 1   | 28. Februar–1. März | Belgian Darts Championship | Hasselt, Ethias Arena           | Gerwyn Price                         | 8:3                                  | Michael Smith                        |
| 2   | 25.–27. September   | German Darts Championship  | Hildesheim, Halle39             | Devon Petersen                       | 8:3                                  | Jonny Clayton                        |
| 3   | 16.—18. Oktober     | European Darts Grand Prix  | Sindelfingen, Glaspalast        | José de Sousa                        | 8:4                                  | Michael van Gerwen                   |
| 4   | 23.—25. Oktober     | International Darts Open   | Riesa, Sachsen-Arena            | Joe Cullen                           | 8:5                                  | Michael van Gerwen                   |
| 5   | 7.–9. August        | European Darts Open        | Leverkusen, Ostermann-Arena     | Abgesagt wegen der COVID-19-Pandemie | Abgesagt wegen der COVID-19-Pandemie | Abgesagt wegen der COVID-19-Pandemie |
| 6   | 31. Juli-2. August  | German Darts Grand Prix    | München, Zenith                 | Abgesagt wegen der COVID-19-Pandemie | Abgesagt wegen der COVID-19-Pandemie | Abgesagt wegen der COVID-19-Pandemie |
| 7   | 1.–3. Mai           | Austrian Darts Open        | Premstätten, Premstättner Halle | Abgesagt wegen der COVID-19-Pandemie | Abgesagt wegen der COVID-19-Pandemie | Abgesagt wegen der COVID-19-Pandemie |
| 8   | 26.–28. Juni        | European Darts Matchplay   | Trier, Arena Trier              | Abgesagt wegen der COVID-19-Pandemie | Abgesagt wegen der COVID-19-Pandemie | Abgesagt wegen der COVID-19-Pandemie |
| 9   | 11.–13. September   | Dutch Darts Masters        | Leeuwarden, WTC Expo            | Abgesagt wegen der COVID-19-Pandemie | Abgesagt wegen der COVID-19-Pandemie | Abgesagt wegen der COVID-19-Pandemie |
| 10  | 4.–6. September     | Hungarian Darts Trophy     | Budapest, ÉRD Aréna             | Abgesagt wegen der COVID-19-Pandemie | Abgesagt wegen der COVID-19-Pandemie | Abgesagt wegen der COVID-19-Pandemie |
| 11  | 11.–13. September   | German Darts Open          | Jena, Sparkassen-Arena          | Abgesagt wegen der COVID-19-Pandemie | Abgesagt wegen der COVID-19-Pandemie | Abgesagt wegen der COVID-19-Pandemie |
| 12  | 25.–27. September   | Gibraltar Darts Trophy     | Gibraltar, Victoria Stadium     | Abgesagt wegen der COVID-19-Pandemie | Abgesagt wegen der COVID-19-Pandemie | Abgesagt wegen der COVID-19-Pandemie |
| 13  | 16.–18. Oktober     | Czech Darts Open           | Prag, Královka Arena            | Abgesagt wegen der COVID-19-Pandemie | Abgesagt wegen der COVID-19-Pandemie | Abgesagt wegen der COVID-19-Pandemie |

## Format
Wie ab der European Darts Tour 2018 üblich, wurde das Halbfinale in der Distanz best of 13 legs und das Finale best of 15 legs gespielt. Die anderen Partien wurden im Modus best of 11 legs gespielt.

## Preisgeld
Pro Turnier wurden insgesamt £ 140.000 an Preisgeldern ausgeschüttet. Das Preisgeld verteilt sich unter den Teilnehmern wie folgt:
| Position (Anzahl der Spieler) | Position (Anzahl der Spieler) | Preisgeld |
| ----------------------------- | ----------------------------- | --------- |
| Gewinner                      | (1)                           | £ 25.000  |
| Finalist                      | (1)                           | £ 10.000  |
| Halbfinalisten                | (2)                           | £ 6.500   |
| Viertelfinalisten             | (4)                           | £ 5.000   |
| Achtelfinalisten              | (8)                           | £ 3.000   |
| Verlierer der 2. Runde        | (16)                          | £ 2.000   |
| Verlierer der Vorrunde        | (16)                          | £ 1.000   |
|                               |                               |           |
|                               |                               | £ 140.000 |

## European Tour Order of Merit
Die Top 32 der European Tour Order of Merit waren für die European Darts Championship 2020 qualifiziert.
(Endstand: 26. Oktober 2020)
| Platz | Spieler              | Preisgeld |
| ----- | -------------------- | --------- |
| 01    | Joe Cullen           | £31,000   |
| 02    | Gerwyn Price         | £28,000   |
| 03    | José de Sousa        | £27,000   |
| 03    | Devon Petersen       | £27,000   |
| 05    | Michael van Gerwen   | £26,000   |
| 06    | Michael Smith        | £21,500   |
| 07    | Mensur Suljović      | £21,000   |
| 08    | Nathan Aspinall      | £16,000   |
| 08    | James Wade           | £16,000   |
| 10    | Krzysztof Ratajski   | £15,000   |
| 11    | Danny Noppert        | £14,500   |
| 12    | Mervyn King          | £13,500   |
| 13    | Rob Cross            | £11,000   |
| 14    | Jonny Clayton        | £10,000   |
| 15    | Peter Wright         | £9,500    |
| 16    | Jamie Hughes         | £9,000    |
| 17    | Dave Chisnall        | £8,000    |
| 17    | Gabriel Clemens      | £8,000    |
| 17    | Max Hopp             | £8,000    |
| 17    | Martijn Kleermaker   | £8,000    |
| 21    | Ian White            | £6,500    |
| 21    | Dirk van Duijvenbode | £6,500    |
| 23    | Glen Durrant         | £6,000    |
| 23    | Steve West           | £6,000    |
| 23    | Steve Lennon         | £6,000    |
| 23    | Maik Kuivenhoven     | £6,000    |
| 27    | Daryl Gurney         | £5,000    |
| 27    | Ross Smith           | £5,000    |
| 27    | Darius Labanauskas   | £5,000    |
| 27    | Andy Hamilton        | £5,000    |
| 31    | Jeffrey de Zwaan     | £4,000    |
| 31    | Kim Huybrechts       | £4,000    |
| 31    | William O’Connor     | £4,000    |
| 31    | Ron Meulenkamp       | £4,000    |
| 31    | Jason Lowe           | £4,000    |
| 31    | Scott Waites         | £4,000    |
| 31    | Adam Hunt            | £4,000    |
| 31    | Franz Rötzsch        | £4,000    |
| 31    | Nico Kurz            | £4,000    |

## Deutschsprachige Teilnehmer
Im Folgenden werden die Ergebnisse aller deutschsprachigen Teilnehmer aufgelistet.
| Land        | Spieler              | Belgian Darts Championship | German Darts Championship | European Darts Grand Prix | International Darts Open |
| ----------- | -------------------- | -------------------------- | ------------------------- | ------------------------- | ------------------------ |
| Deutschland | Arsen Ballaj         |                            |                           |                           | Letzte 48                |
| Schweiz     | Stefan Bellmont      |                            |                           | Letzte 48                 |                          |
| Deutschland | Markus Buffler       |                            |                           | Letzte 48                 |                          |
| Deutschland | Gabriel Clemens      | Letzte 32                  | Letzte 32                 | Letzte 32                 | Letzte 32                |
| Deutschland | Kai Gotthardt        |                            |                           | Letzte 48                 |                          |
| Deutschland | Philipp Hagemann     |                            |                           |                           | Letzte 48                |
| Deutschland | Simeon Heinz         |                            |                           |                           | Letzte 48                |
| Deutschland | Max Hopp             |                            | Achtelfinale              | Letzte 32                 | Achtelfinale             |
| Deutschland | Dragutin Horvat      |                            | Letzte 32                 |                           |                          |
| Deutschland | Nico Kurz            |                            | Letzte 32                 | Letzte 32                 |                          |
| Deutschland | Robert Marijanović   |                            |                           | Letzte 48                 | Letzte 32                |
| Deutschland | Ricardo Pietreczko   |                            |                           | Letzte 32                 |                          |
| Deutschland | Sebastian Pohl       |                            |                           |                           | Letzte 48                |
| Osterreich  | Rowby-John Rodriguez | Letzte 48                  |                           |                           |                          |
| Deutschland | Michael Rosenauer    |                            |                           |                           | Letzte 48                |
| Deutschland | Franz Rötzsch        |                            | Letzte 48                 |                           | Achtelfinale             |
| Deutschland | Martin Schindler     |                            |                           |                           | Letzte 32                |
| Deutschland | Steffen Siepmann     |                            | Letzte 48                 | Letzte 48                 |                          |
| Osterreich  | Mensur Suljović      | Viertelfinale              | Achtelfinale              | Halbfinale                | Halbfinale               |
| Deutschland | Michael Unterbuchner |                            |                           | Letzte 48                 | Letzte 48                |
| Deutschland | Lukas Wenig          |                            | Letzte 32                 |                           |                          |